# Amir Hendeh
Amir Hendeh (em persa: اميرهنده, romanizada como Amīr Hendeh; também conhecida como Bālā Maḩalleh-ye Amīr Hendeh) é uma aldeia do distrito rural de Dehshal, situada no distrito central de Astaneh-ye Ashrafiyeh, na província de Gilan, no Irã. No censo de 2006, sua população era de 970, em 303 famílias.